# Ella Danz
Ella Danz (geboren in Coburg, Oberfranken) ist eine deutsche Schriftstellerin von Kriminalromanen, deren Erfolg auf der Verschmelzung von Kriminalfällen mit kulinarischen Themen beruht.

## Leben
Ella Danz wuchs in ihrer Geburtsstadt auf und absolvierte die Schulzeit u. a. am Casimirianum. Nach dem Abitur zog sie Anfang der 1970er-Jahre nach Berlin, wo sie an der Freien Universität (FU) die Fächer Publizistik, Theaterwissenschaft und Sinologie studierte und mit einem Magister Artium abschloss.
Anschließend arbeitete sie fast 20 Jahre in Firmen, die sich der Ökologie verpflichtet fühlten, bevor sie sich Mitte der 1990er-Jahre dem Schreiben widmete und seitdem als freie Schriftstellerin tätig ist. Für ihre Kriminalromane kreierte sie einen feinsinnigen und kulinarisch bewanderten Kriminalhauptkommissar Georg Angermüller, den sie in der Lübecker Bucht verortet hat. Von der Kritik wurde Ella Danz auch schon als „Agatha Christie des Gourmetkrimis“ bezeichnet.
Als Autorin von Kriminalromanen ist Danz Mitglied der Mörderischen Schwestern und auch des Syndikats. Sie ist außerdem Mitglied der Slow-Food-Bewegung.
Danz ist verheiratet und hat einen Sohn. Sie lebt in Berlin.

## Werke
Georg-Angermüller-Zyklus, Gmeiner-Verlag, Meßkirch
1. Osterfeuer. Kriminalroman. 2006, ISBN 3-89977-677-1.
2. Steilufer. Angermüllers zweiter Fall. 2008, ISBN 978-3-89977-707-9.
3. Nebelschleier. Angermüllers dritter Fall. 2009, ISBN 978-3-89977-754-3.
4. Kochwut. Angermüllers vierter Fall. 2009, ISBN 978-3-89977-797-0.
5. Rosenwahn. Angermüllers fünfter Fall. 2010, ISBN 978-3-8392-1056-7.
6. Schatz, schmeckt's dir nicht? Roman. 2010, ISBN 978-3-8392-1109-0.
7. Ballaststoff. Angermüllers sechster Fall. 2011, ISBN 978-3-8392-1112-0.
8. Geschmacksverwirrung: Angermüllers siebter Fall. 2012, ISBN 978-3-8392-1248-6.
9. Unglückskeks: Angermüllers achter Fall. 2014, ISBN 978-3-8392-1518-0.
10. Schockschwerenot: Angermüllers neunter Fall. 2015, ISBN 978-3-8392-1766-5.
11. Strandbudenzauber: Angermüllers zehnter Fall. 2018, ISBN 978-3-8392-2340-6.
12. Eisige Weihnachten. Weihnachtskrimi, 2019, ISBN 978-3-8392-2468-7.
13. Trugbilder: Angermüllers elfter Fall. 2021, ISBN 978-3-8392-2790-9.
14. Wintermondnacht: Angermüllers zwölfter Fall. 2023, ISBN 978-3-8392-0516-7.

Anthologien
- Nie wieder Neugladow. In: Monika Buttler, Sabine Reins (Hrsg.): Mondäne Morde. secolo, Osnabrück 2012, ISBN 978-3-943213-04-1.
- Die Rolle seines Lebens. In: Iny Lorentz, Claudia Senghaas (Hrsg.): Bitterer Nachgeschmack. Gmeiner, Meßkirch 2013, ISBN 978-3-8392-1468-8.
- Alles im Eimer. In: Petra Steps (Hrsg.): Sport ist Mord. KBV, Hillesheim 2015, ISBN 978-3-95441-263-1.
- Cassata Mortale. In: Friederike Schmöe (Hrsg.): Von Zimtsternen und Zimtzicken – ein kriminelles Weihnachtsmenü. Gmeiner, Meßkirch 2016, ISBN 978-3-8392-1955-3.